# 스나카와 마코토
스나카와 마코토(일본어: 砂川 誠, 1977년 8월 10일 ~ )는 일본의 전 축구 선수이다.

## 구단 경력
과거 가시와 레이솔, 콘사돌레 삿포로, FC 기후에서 활동하였다.